# 230648 Zikmund
230648 Zikmund este o planetă minoră (asteroid) din centura de asteroizi. A fost descoperită pe 17 septembrie 2003 la Observatorul Kleť de Observatorul Kleť. 
Obiectul prezintă o orbită caracterizată de o semiaxă mare de 2,7845233307126 UAi, o excentricitate de 0,11, o înclinație de 3,8 ° în raport cu ecliptica.